# 문 메이든
메이든 문 무어하우스(Maden Moon Moorhouse, 2009년 12월 18일 ~ )는 캐나다인 아버지 제임스 무어하우스(James Moorhouse)와 한국인 어머니 문미원(文美媛) 사이에서 슬하 3남1녀 가운데 삼남으로 출생한 방송인이다.

## 생애
그는 2010년《티아라의 헬로 베이비》에 출연하였으며, 아이돌 프로그램 라우드에 참가하였다. 
대한민국에서는 그를 문 메이든(Moon Maden)이라고 부른다. 그의 형제자매로는 문 메이슨(Moon Mason)과 문 메이빈(Moon Mavin), 여동생이 있다.

## 출연작
- 2010년 KBS Joy 《티아라의 헬로 베이비》
- 2021년 SBS   《라우드》- 참가자